# Nuestro sueño
Nuestro Sueño es el primer sencillo del primer álbum del grupo juvenil Amango, titulado Amango: El Sueño Se Hizo Realidad. 

## Vídeo Musical
Fue estrenado el 21 de junio de 2007, en el estreno de la serie Amango. Fue dado cuñado los chicos de la academia recibieron la noticia de que habían quedado en la escuela de talentos "Le Blanc".
El vídeo es muy simple, comienza cuando los integrantes salen al patio trasero y comienzan a golpear unas mesas, más adelante se muestra una coreografía muy elaborada, y finaliza cuando Felipe (Augusto Schuster) toma en brazos a Maida (Magdalena Müller) y todos ríen de los contentos que están. Cabe destacar que luego de que cada integrante cantará resaltaba su imagen en colores vivos.